# محمد بهجة الأثري
محمد بهجة الأثري (1904 - 1996)، لغوي ومؤرخ ومحقق عراقي، تلميذ محمود شكري الآلوسي.

## نسبه
محمد بهجة الأثري بن محمود أفندي بن عبد القادر بن أحمد بن محمود البكري، من بغداد ولادة ونشأة وعائلته معروفة في التجارة ولها أملاك كثيرة في العراق، قدِمَ جدّه الأعلى من ديار بكر إلى أربيل فبغداد، وتزوّج جدّه الحاج أحمد من أسرة بغدادية من عشيرة قيس، والدة محمد بهجة الأثري، اسمها زينب، تركمانية الأصل من كركوك، ومن أُمّهِ تعلّم اللغة التركية، إضافة إلى لغته الأم العربية.

### سبب تسميته الأثري
كان محمد بهجة يتعلّم كتاب «مراقي الفلاح» عند شيخه علي علاء الدين الآلوسي فلم يُعجبه الكتاب وطلب من استاذه أن لا يدرّسه هذا الكتاب فقال له استاذه علي الآلوسي، ما تريد أن تقرأ؟ فقال محمد بهجة «أريد أن أتعرف على الفقه الإسلامي الحقيقي»، فقال له الاستاذ إذن أنت أثري، فسأله محمد بهجة عن معنى «أثري» فقال له استاذه «الأثري هو الذي يتبع أثر الرسول عليه الصلاة والسلام قولاً وفعلاً»، وراقته الكلمة فتسمّى بها.

## إجازاته ودراسته
كان من أفذاذ علماء العراق الذين نبغوا بعلومهم وآدابهم حتى ذاع صيتهم، أخذ إجازات العلم والأدب والخط من العلامتين الشيخ محمود شكري الآلوسي المتوفي عام 1923م، والشيخ القاضي علي علاء الدين الآلوسي المتوفي عام 1921م. ودرس على يد علماء بغداد في عصره. ومن العلماء الذين تأثر بهم العلامة نعمان الآلوسي المتوفي عام 1899م.
وبرع في فن الخط على قاعدة نستعليق، وكان خطه أشبه بخط استاذه محمود شكري الألوسي في الرسم والضبط، وله نماذج من خطه في المجمع العلمي العراقي، وقد خط وكتب كثيرا من الكتب لنفسه ولأستاذه، وله مؤلفات كثيرة، ومن مؤلفاته كتاب أعلام العراق، الذي يحوي تراجم أهل العراق وهو نادر من نوعه في السبك والصياغة.
يحسن نظم الشعر وله ديوانان ضخمان يشتملان على قصائد عصماء، وقد جمع مكتبة عامرة حافلة تعد اليوم من أكبر مكتبات بغداد تحوي الكثير من المخطوطات العلمية والأدبية التي لم تطبع بعد.

## حياته العلمية
كانت حياته العلمية حافلة بالكثير من الأعمال، فقد درس اللغة العربية وبرع فيها، وكذلك في مجال الآداب والتاريخ، وكان سلفي المعتقد على منهج شيخه العلامة محمود شكري الألوسي، وله العديد من المؤلفات تصل إلى خمسة وعشرين مؤلفا، منها:
- أعلام العراق
- المجمل في تاريخ الأدب العربي
- الموفق في التاريخ العربي
- مهذب تاريخ مساجد بغداد وآثارها
- مأساة الشاعر وضاح اليمن
- الاتجاهات الحديثة في الإسلام
- محمود شكري الألوسي: حياته وآراؤه اللغوية
- الظواهر الكونية في القرآن
- محمد بن عبد الوهاب داعية التوحيد والتجديد في العصر الحديث

## المناصب
- مدير مديرية الأوقاف العامة في بغداد.[7]
- رئيس المجمع العلمي في العراق.
- عضو في مجمع اللغة العربية في دمشق، والأردن، والقاهرة.

## التكريم
- منح جائزة الملك فيصل العالمية للأدب العربي عام 1406 هـ/ 1986م
- منح جائزة صدام حسين العالمية.

## وفاته
توفي محمد بهجة الأثري سنة 1416 هـ/1996م في بغداد.

## وصلات خارجية
- محمد بهجة الأثري على موقع أرشيف الشارخ.